# Apogonops
Apogonops is een monotypisch geslacht van straalvinnige vissen uit de familie van acropomaden (Acropomatidae).

## Soort
- Apogonops anomalus Ogilby, 1896